# Cryptocarya hintonii
Cryptocarya hintonii är en lagerväxtart som beskrevs av C. K. Allen. Cryptocarya hintonii ingår i släktet Cryptocarya och familjen lagerväxter. Inga underarter finns listade i Catalogue of Life.